# أوزي (كليبر)
أوزي هي قرية في مقاطعة كليبر، إيران. عدد سكان هذه القرية هو 149 في سنة 2006.